# 陳青芯
陳青芯（1958年—2018年），生於臺灣嘉義，前嘉義基督教醫院社區健康部督導，長年投入阿里山偏鄉醫療工作。第20屆醫療奉獻獎得主。

## 生平
- 1978年，自中華醫事技術專科學校（現中華醫事科技大學）畢業，進入嘉義基督教醫院擔任護理師。[2]
- 1983年，擔任嘉義基督教醫院加護病房護理長。[2]
- 1997年，擔任嘉義基督教醫院公衛督導。[2]
- 1998年，召集醫護團隊，於阿里山鄉南三村（山美村、新美村、茶山村）進行巡迴醫療。[3]
- 2000年，進行阿里山鄉健康普查工作。[2][3]
- 2001年，協助桃芝颱風救災工作。[2]
- 2005年，輔導阿里山鄉取得世界衛生組織安全社區認證。[2]
- 2006年，擔任嘉義基督教醫院護理部督導。[2]
- 2009年，協助八八風災救災工作。[3]
- 2010年，獲第20屆醫療奉獻獎，同年自嘉義基督教醫院退休。退休後，仍陸續至台中榮總嘉義分院、台中榮總灣橋分院、文華精神護理之家、恆春基督教醫院等機構協助社區服務工作。[4]
- 2018年8月17日，安息主懷，享年60歲。[5]